# Patiriella regularis
Patiriella regularis is een zeester uit de familie Asterinidae. De wetenschappelijke naam van de soort werd in 1867 gepubliceerd door Addison Emery Verrill.

## Synoniemen
- Asterias calcar var. quinqueangula Lamarck, 1816
- Asterina gunni Gray, 1840
- Asterina cabbalistica Lutken, 1871[1]
- Asterina novaezelandiae Perrier, 1875
- Patiriella mimica Livingstone, 1933